# 努力号三桅帆船

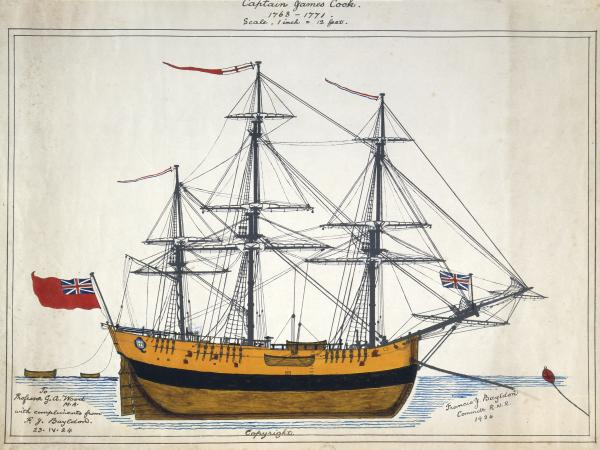
澳洲探險家佛蘭西斯·約瑟夫·貝爾頓所繪製的奮進號

奋进号（HMS Endeavour，又稱為HM Bark Endeavour）是一艘排水量為368吨，可乘載94人的三桅帆船。詹姆斯·庫克船長的第一次航行，便是指揮這艘船。在該次航行中，努力號於1768年8月由普利茅斯出發，經過合恩角到達大溪地並觀察1769年的金星凌日，然後南行到達博拉博拉島等地，於1769年10月到達新西蘭。1770年4月成為第一艘抵達澳洲東岸的船艦，庫克在今日的植物學灣處登陸。它之後沿著澳洲的海岸線向北航行，驚險地經過大堡礁，於同年10月10日進入荷屬東印度巴達維亞（即今印尼雅加達）進行維修，於12月26日繼續西進，1771年3月12日繞過好望角，7月12日回到英國的多佛尔，近乎三年後，正式結束庫克船長的第一次航行。
隨後的四年，努力號一直返還航行福克蘭群島，直至1775年出售予一間私人公司，不久後更名為「Lord Sandwich」。於美國革命期間，英方僱為軍事運輸艦。最終在1778年，於羅德島州附近沉沒。由於努力號是第一艘到達澳洲東岸的船隻，對澳洲別具意義，因此在1994年有一艘努力號的仿制品存放在悉尼港的一間博物館內。